# Pitting Resistance Equivalent Number
L'indice Pitting Resistance Equivalent Number (P.R.E.N.) è spesso utilizzato per valutare la resistenza a corrosione per vaiolatura degli acciai inossidabili. Diversi appositi standard normano test al riguardo, questo indice può fornire informazioni per lo più di tipo qualitativo. La classificazione segue il principio secondo cui più elevato è il PREN, più elevata è la resistenza dell'acciaio alla vaiolatura. 
La formula utilizzata per il calcolo del PREN non è univoca. Sono stati proposti diversi coefficienti moltiplicativi: per il molibdeno sono utilizzabili sia 3 che 3,3; per l'azoto possono essere impiegati coefficienti pari a 13, 16, 27 o 30. L'equazione proposta di seguito è la più comune:
{\displaystyle P.R.E.N.=1\times \%Cr+3,3\times \%Mo+16\times \%N(\%in\ peso)}
Per acciai con un contenuto di molibdeno ≥ 1,5 % e un valore di P.R.E.N. ≥ 30, per conteggiare anche il contributo del tungsteno viene utilizzata la formula:
{\displaystyle P.R.E.N.=1\times \%Cr+3.3(\%Mo+0.5\times \%W)+16\times \%N(\%in\ peso)}
In generale, acciai con un P.R.E.N. > 32 possono essere ritenuti resistenti agli ambienti marini.
La scarsa correlazione esistente tra P.R.E.N. e potenziale di vaiolatura, soprattutto per valori di P.R.E.N. > 30 , consente quindi solo una classificazione qualitativa della resistenza a corrosione degli acciai inossidabili tramite questo indice. Il suo impiego è vasto in virtù della sua semplice e agevole determinazione. 
Inoltre, questo indice trova largo impiego anche per la selezione degli acciai da utilizzare in ambienti ricchi di acido solfidrico come l'industria petrolifera. Infatti, l'uso di acciai inossidabili duplex è consentito solo per valori di P.R.E.N. ≥ 40 per gli standard sia europei (ISO 15156) sia americani (ANSI/NACE MR0175).